# Billy Hamilton (piłkarz)
William Robert Billy Hamilton (ur. 9 maja 1957 w Bangorze) – północnoirlandzki piłkarz, który występował na pozycji napastnika. Trener piłkarski.

## Kariera klubowa
Hamilton zawodową karierę rozpoczynał w 1975 roku w północnoirlandzkim klubie Linfield. W 1978 roku zdobył z nim mistrzostwo Irlandii Północnej oraz Puchar Irlandii Północnej. W tym samym roku odszedł do angielskiego Queens Park Rangers z First Division. W 1979 roku spadł z nim do Second Division.
W 1979 roku Hamilton odszedł również do Burnley, innego zespołu Second Division. W 1980 roku spadł z zespołem do Third Division. W 1982 roku powrócił z nim do Second Division. W 1983 roku ponownie spadł z klubem do Third Division. W Burnley spędził jeszcze rok. W sumie zagrał tam w 200 meczach i zdobył 58 bramek.
W 1984 roku Hamilton przeszedł do Oxford United z Second Division. W 1985 roku awansował z nim do First Division. W Oxfordzie występował jeszcze przez dwa lata. W 1987 roku przeniósł się do irlandzkiego klubu Limerick. W 1989 roku został królem strzelców League of Ireland First Division. Następnie grał w zespołach Sligo Rovers oraz Coleraine. W 1990 roku został grającym trenerem drużyny Distillery. W 1992 roku zakończył karierę piłkarską, a w Distillery pozostał tylko jako trener.

## Kariera reprezentacyjna
W reprezentacji Irlandii Północnej Hamilton zadebiutował 13 maja 1978 roku w zremisowanym 1:1 towarzyskim meczu ze Szkocją. W 1982 roku został powołany do kadry narodowej na mistrzostwa świata. Zagrał na nich w pojedynkach z Jugosławią (0:0), Hondurasem (1:1), Hiszpanią (1:0), Austrią (2:2) oraz Francją (1:4). W meczu z Austrią strzelił także dwa gole. Z tamtego turnieju Irlandia Północna odpadła po drugiej rundzie. W 1986 roku Hamilton ponownie znalazł się w kadrze na mistrzostwa świata. Wystąpił tam w meczach z Algierią (1:1), Hiszpanią (1:2) oraz Brazylią (0:3). Tamten mundial Irlandia Północna zakończyła na fazie grupowej. W latach 1978–1986 w drużynie narodowej Hamilton rozegrał w sumie 42 spotkania i zdobył 5 bramek.